# روبرت زاميت
روبرت زاميت (بالإنجليزية: Robert Zammit)‏ هو طبيب بيطري وشخصية تلفزيونية أسترالية.

## مسار مهني ووظيفي
يمارس في سيدني وكان طبيبًا بيطريًا متميزًا في البرنامج التلفزيوني الذي استمر لفترة طويلة الفناء الخلفي لبورك. يقدم حاليا برنامج إذاعي أسبوعي على 2GB.
عمل زاميت في البداية كجراح بيطري استشاري في «ممارسة قطرية» ثم بدأ العمل على الشاشة مع القناة السابعة على «تيري ويليز الليلة» . ظهر لاحقًا كطبيب بيطري في «عرض اليوم» ثم عمل مع كيري آن كينيرلي في عرض منتصف النهار. في حين لا يزال يحتفظ بممارسة بيطرية في ضواحي سيدني.

زاميت هو سفير رابطة رعاية الحيوان في نيو ساوث ويلز، ومدير زامبي للحياة البرية إلى جانب تريسي جريفيثس ودونا ويلسون.